# Мирное (посёлок, Краснокутский район)
Мирное (укр.  Мирне), посёлок, 
Алексеевский сельский совет,
Краснокутский район,
Харьковская область.
Код КОАТУУ — 6323580304.
Посёлок ликвидирован в ? году.

## Географическое положение
Посёлок Мирное находится на расстоянии в 2 км от села Алексеевка.